# 17236 Westover
17236 Westover este o planetă minoră (asteroid), cu un diametru de 4,047 km, din centura de asteroizi. A fost descoperită pe 9 martie 2000 la Magdalena Ridge Observatory⁠(d) de Lincoln Near-Earth Asteroid Research. 
Obiectul prezintă o orbită caracterizată de o semiaxă mare de 2,2993349 UAi, o excentricitate de 0,17, o înclinație de 5,54508 ° în raport cu ecliptica.